# Papuapsylla minima
Papuapsylla minima är en loppart som beskrevs av Mardon 1976. Papuapsylla minima ingår i släktet Papuapsylla och familjen Stivaliidae. Inga underarter finns listade i Catalogue of Life.